# Viktor Reimann
Viktor Reimann (Wenen, 25 januari 1915 - aldaar, 7 oktober 1996) was een Oostenrijks politicus (VdU), verzetsstrijder en journalist.
Reimann studeerde rechten en germanistiek aan de Universiteit van Wenen. Hij promoveerde in 1939. Reeds kort na de Anschluss vormde hij met de augustijner koorheer Roman Karl Scholz een verzetsgroep die streefde naar het herstel van de onafhankelijkheid van Oostenrijk. In 1940 nam de verzetsgroep de naam Freiheitsbewegung Österreich aan. De verzetsgroep telde tijdens haar bestaan rond de 300 leden en richtte zich vooral op geweldloos en propagandistisch verzet. Men onderhield ook contacten met de geallieerden. Reimann werd door de Gestapo gearresteerd en zat tot 1945 in de strafgevangenis van Straubing.
Na de Tweede Wereldoorlog was Reimann plaatsvervangend hoofdredacteur van de krant Salzburger Nachrichten (1945-1948). In 1949 was hij een van de oprichters van het nationaal-liberale Verband der Unabhängigen (VdU) en werd op 1 september van dat jaar gekozen tot leider van de VdU in de deelstaat Salzburg. Van 1949 tot 1956 maakte hij voor de VdU deel uit van de Nationale Raad.
In 1949 werd Reimann hoofdredacteur van Österreichischen Allgemeinen Zeitung; uitgave van deze krant werd om financiële redenen reeds in 1950 gestaakt. Hierna was hij hoofdredacteur van het VdU-weekblad Neue Front. Dit weekblad werd in 1953 door de rechter verboden omdat een VdU-parlementariër zich in een artikel in Neue Front had uitgesproken voor een amnestieregeling voor veroordeelde Oostenrijkse nazi's.
Reimann ging na de ontbinding van de VdU (1956) niet over tot de Freiheitliche Partei Österreichs (FPÖ), de opvolger van de VdU. Hij was na zijn politieke carrière perschef van de raad van toezicht van het Bundestheater (organisatie van staatstheaters), columnist en hoofdredacteur van de Kronen Zeitung. In 1980 verscheen een boek van zijn hand waarin hij de geschiedenis beschrijft van het "derde kamp", d.w.z. de "derde" politieke stroming naast de sociaaldemocratie (SPÖ) en de christendemocratie (ÖVP), het nationaal-liberalisme/rechts-populisme (Die Dritte Kraft in Österreich).
Viktor Reimann overleed in 1996 in Wenen.

## Werken (selectie)
- Innitzer. Kardinal zwischen Hitler und Rom. Neuausgabe. Amalthea, Wenen, München 1988, ISBN 3-85002-268-4
- Zu groß für Österreich. Seipel und Bauer im Kampf um die Erste Republik. Molden, Wenen u. a. 1968
- Dr. Joseph Goebbels. Molden, Wenen, 1971. 2e druk 1976 ISBN 3-217-05018-5, Franse vertaling uitgegeven door uitgeverij Flammarion, Parijs 1973
- Bruno Kreisky. Das Porträt eines Staatsmannes. Molden, Wenen 1972, ISBN 3-217-00300-4
- Die Dritte Kraft in Österreich. Molden, Wenen 1980
- Fünf ungewöhnliche Gespräche. Verlag Carl Ueberreuter, Wenen, 1991, ISBN 3-8000-3380-1